# Старуха (левый приток Десны)
Старуха (укр. Старуха) — левый рукав Десны, протекающий по Козелецкий район (Черниговская область, Украина); один из многочисленных рукавов Десны, образованный вследствие русловых процессов: русловая многорукавность.

## География
Длина — 12 км. Площадь бассейна — 53,1 км².
Русло сильно извилистое с крутыми поворотами (меандрированное), шириной 25 м и глубиной 1 м. Долина реки сливается с долиной Десны. На протяжении всей длины связывается постоянными и временными водотоками с множеством озёр (например, с озером Старик, что поблизости к руслу). У истоков река пересыхает.
Река берёт начало ответвляясь от основного русла Десны восточнее села Моровск (Козелецкий район). Река течёт на юго-запад. Впадает в Десну (на 98-км от её устья) северо-западнее села Белики (Козелецкий район).
Пойма занята заболоченными участками с лугами и кустарниками, очагами лесами (лесополосами).
Нет крупных приток. Ранее впадала река Гнилуша. На берегу реки нет населённых пунктов.